# Volta (contratorpedeiro)
O Volta foi um contratorpedeiro operado pela Marinha Nacional Francesa e a segunda embarcação da Classe Mogador, depois do Mogador e seguido por quatro navios cancelados. Sua construção começou em dezembro de 1934 no Ateliers et Chantiers de Bretagne e foi lançado ao mar em novembro de 1936, sendo comissionado na frota francesa em março de 1939. Era armado com uma bateria principal de oito canhões de 138 milímetros e dez tubos de torpedo de 550 milímetros, tinha um deslocamento carregado de quatro mil toneladas e alcançava uma velocidade máxima de 39 nós.
O Volta entrou em serviço meses antes do início da Segunda Guerra Mundial. Sua atuação foi limitada, participando de algumas escoltas de comboios. O Reino Unido atacou a frota francesa em Mers-el-Kébir em 3 de julho de 1940 e o navio conseguiu escapar junto com o couraçado Strasbourg, refugiando-se em Toulon. Ficou inativo até ser deliberadamente afundado em 27 de novembro de 1942 para que não fosse capturado pelos alemães. Foi tomado e reflutuado pelos italianos no ano seguinte, mas depois bombardeado pelos Aliados e desmontado após a guerra em 1948.

## Características

Desenho da Classe Mogador

O Volta tinha 137,5 metros de comprimento de fora a fora, uma boca de 12,57 metros e um calado máximo de 4,74 metros. Seu deslocamento padrão era de 2 997 toneladas, enquanto o deslocamento carregado era de 4 018 toneladas. Seu sistema de propulsão consistia em quatro caldeiras Indret que alimentavam duas turbinas a vapor Rateau-Bretagne, cada uma girando uma hélice. A potência indicada era de 92,5 mil cavalos-vapor (68 mil quilowatts) para uma velocidade máxima de 39 nós (72 quilômetros por hora), mas durante seus testes marítimos alcançou 41,67 nós (77,17 quilômetros por hora) a partir de 109 958 cavalos-vapor (80 852 quilowatts). Podia carregar até 710 toneladas de óleo combustível, o que proporcionava uma autonomia de 4 345 milhas náuticas (8 050 quilômetros) a uma velocidade de quinze nós (28 quilômetros por hora).
O armamento principal era de oito canhões Modelo 1929 de 138,6 milímetros montados em quatro torres de artilharia duplas, duas sobrepostas à vante da superestrutura e duas sobrepostas à ré. O armamento antiaéreo era de dois canhões Modelo 1933 de 37 milímetros em montagens únicas instalados no convés antes das torres de artilharia de vante. Também tinha quatro metralhadoras Modelo 1929 em montagens duplas entre a superestrutura e as torres de artilharia de vante. Foi equipado com dez tubos de torpedo de 550 milímetros em dois lançadores triplos entre as chaminés e dois lançadores duplos à ré da segunda chaminé. Também podiam carregar dezesseis cargas de profundidade e até quarenta minas navais.

### Modificações
Duas metralhadoras Browning de 13,2 milímetros foram instaladas entre dezembro de 1941 e janeiro de 1941 em plataformas presas nas laterais da terceira de artilharia. Esta era uma versão da estadunidense Browning M2 adaptada para usar projéteis de 13,2 milímetros franceses e com uma cadência de tiro aumentada para mil disparos por minuto. Planos foram elaborados na mesma época para substituir as metralhadoras Modelo 1929 com outra montagem dupla de canhões de 37 milímetros e mais duas Brownings, mas escassez de armas impediram a realização desse plano. Oito metralhadores Darne de 7,5 milímetros foram instaladas, bem como um telêmetro OPL de um metro adicional na extremidade de ré do convés superior traseiro com o objetivo de melhorar a cobertura de alvos aéreos e o número de alvos que poderiam ser rastreados ao mesmo tempo.
As metralhadoras Modelo 1929 foram substituídas entre agosto e novembro de 1941 por duas novas metralhadoras antiaéreas Modelo 1940 de 25 milímetros, que era uma adaptação da versão exército. As plataformas ao lado da terceira torre de artilharia também foram alargadas para que mais uma Browning fosse colocada em cada lado. As metralhadoras Modelo 1929 foram transferidas para o convés superior. Um cabo desmagnetizador foi adicionado na mesma época. Seu sonar original modelo SS 6 estava programado para ser substituído por uma cópia francesa do ASDIC britânico no final de 1942, mas o Volta foi afundado antes que a troca fosse feita.

## Carreira
O batimento de quilha do Volta ocorreu em 24 de dezembro de 1924 no	Ateliers et Chantiers de Bretagne em Nantes. Agitações industriais adiaram seu lançado ao mar até 26 de novembro de 1936, sendo comissionado em 6 de março de 1939. Ele e seu irmão Mogador foram colocados na 6ª Divisão de Contratorpedeiros, sendo designados para a Força de Ataque depois do início da Segunda Guerra Mundial em setembro. O propósito dessa força era caçar navios alemães e escoltar comboios. Eles escoltaram o comboio KJ.4 entre 21 e 30 de outubro a fim de protegê-lo do cruzador pesado Deutschland, que tinha feito uma surtida para o Oceano Atlântico antes da guerra começar. Os couraçados alemães Scharnhorst e Gneisenau iniciaram uma surtida ao Atlântico em 21 de novembro, fazendo a Força de Ataque partir de Brest e se encontrar com o cruzador de batalha britânico HMS Hood para patrulharem a área ao sul da Islândia. Entretanto, os alemães conseguiram se obscurecer no clima ruim e não foram encontrados.
O contratorpedeiro passou por manutenção em Brest entre janeiro e maio de 1940 e várias pequenas alterações foram feitas. Melhoramentos necessários que tinham sido identificados durante seus testes marítimos foram finalmente implementados, como a substituição da cobertura de lona da traseiras das torres de artilharia por uma porta de enrolar, instalação de novos rádios, adição de escudos para as metralhadoras e holofotes e instalação de um sonar SS-6. O Volta estava em Mers-el-Kébir na Argélia quando a França foi derrotada pela Alemanha no final de junho de 1940. A frota britânica atacou a base de Mers-el-Kébir em 3 de julho com o objetivo de destruir os navios franceses para que assim não pudessem ser capturados pela Alemanha. O Volta conseguiu revidar e disparar 88 projéteis contra um contratorpedeiro britânico, performance esta que seu oficial de artilharia considerou a melhor do navio até então, em seguida conseguindo fugir do porto para Toulon junto com outros contratorpedeiros e o couraçado Strasbourg.
O Volta permaneceu inativo em Toulon. Foi deliberadamente afundado em 27 de novembro de 1942 quando os alemães tentaram tomar a frota a fim de impedi-la de deserdar para os Aliados. Seus destroços foram reflutuados em 20 de maio de 1943 pelos italianos, mas nenhum esforço foi feito para consertá-lo. Foi bombardeado e afundado pelas Forças Aéreas do Exército dos Estados Unidos em 24 de novembro, sendo bombardeado novamente em 19 de maio de 1944. Foi depois reflutuado e desmontado em 1948.